# True crime (gênero)
True crime ("crime real" ou "crime verdadeiro", em tradução livre) é um gênero literário, de podcast e cinematográfico de não-ficção no qual o autor examina um crime real e detalha as ações de pessoas reais.
Os crimes mais comumente abordados incluem assassinato; cerca de 40% se concentram em histórias de assassinos em série. True crime pode ser visto em muitas formas, como livros, filmes, podcasts e programas de televisão. Muitos trabalhos neste gênero relatam crimes sensacionais de alto perfil, como o assassinato de JonBenét Ramsey, o caso de assassinato de O. J. Simpson e o assassinato de Pamela Smart, enquanto outros são dedicados a assassinatos mais obscuros.
Trabalhos de true crime podem impactar os crimes que cobrem e o público que os consome. O gênero é frequentemente criticado por ser insensível às vítimas e suas famílias e é descrito por alguns como cultura trash.